# Guy Sorman
Guy Sorman (Nérac, 10 de março de 1944) é um professor, colunista e escritor franco-americano e intelectual público em economia e filosofia.

## Biografia
Escreveu diversos livros que promovem os ideais da criatividade e do capitalismo moderno.  Suas visões estão próximas do liberalismo clássico.  Suas ideias sobre energia renovável e ambientalismo, como expressas em seu livro Progress and its Enemies, são particularmente controversas.  Ele é assertivo em relação aos direitos humanos na China e em relação à democracia em muitos lugares, incluindo Turquia, Egito, Irã, Chile, Polônia e Argentina.  Sorman foi fundador de uma ONG francesa, Ação contra a Fome (ACF), em 1979 e foi seu presidente até 1990, quando se tornou Presidente Honorário.  Ele é assessor global do presidente sul-coreano.  Sorman ocupou muitos cargos no governo na França.
Guy Sorman também é editor: sua empresa, Éditions Sorman. publica 14 boletins semanais na França e a revista France Amérique nos Estados Unidos.
Sorman é autor de vários livros sobre assuntos contemporâneos.  Ele é colunista regular do Le Figaro na França, do Wall Street Journal e do City Journal (como editor contribuinte) nos Estados Unidos, Dong A na Coréia, Fakt na Polônia, La Nación na Argentina e outras publicações estrangeiras.  Sorman ensinou economia no Instituto de Ciências Políticas de Paris de 1970 a 2000 e em universidades estrangeiras.  Em 1985, ele esteve como professor visitante em Stanford, Hoover Institution.  Ele também ocupou vários cargos públicos, incluindo assessor do primeiro-ministro da França (1995-1997), membro da Comissão Nacional de Direitos Humanos e vice-prefeito de Boulogne (desde 1995), perto de Paris, e recentemente como Presidente da "Greater Paris West" Conselho Econômico e Social.
Ele participou do Conselho Carnegie de Nova York em 9 de abril de 2008, onde falou sobre a China e como ela está se desenvolvendo socialmente como nação, apresentando seu novo livro O Império das Mentiras (recentemente traduzido para o inglês).  Ele diz: "Não há 2 milhões de tibetanos na China.  Existem 1 bilhão de tibetanos na China ".  A ideia era mostrar que os chineses também sofrem a mesma opressão que os tibetanos em sua visão.  Como o Dalai Lama, ele também não quer que a China seja boicotada pelas Olimpíadas.
O próximo livro de Sorman sobre Economia como ciência (A Economia não mente, Uma Defesa do Mercado Livre em uma época de Crise foi publicado em julho de 2009, por Encounter New York).  Também em uma de suas palestras, "Deveríamos ter medo da China?" em janeiro de 2011, no Asan Institute for Policy Studies , ele mencionou a China como um "país a ser preocupado porque sua imprevisibilidade continuará enquanto mantiver suas políticas econômicas e o papel do Partido Comunista no governo".  Ele afirmou ainda que a economia chinesa precisa de inovação e precisa fazer sua moeda de troca, renminbi conversível.
Guy Sorman também escreveu muitos artigos sobre a globalização e a crescente economia da Ásia.  Em "What is the West?", (2008)  ele afirmou que o termo "ocidentalização" é vago, e é difícil traçar uma linha entre o oeste e o leste.  Em seu "What Asian Century?"  (2010) ele afirmou que na Ásia, ainda há muitas fraquezas, como ausência de instituições coordenadoras, sem inovações, e declínio dos países asiáticos, para o século XXI se tornar o século asiático, como muitos estudiosos prevêem.  Em vez disso, ele acredita que entramos no "Século Global", onde a interdependência aumenta uns aos outros e onde não existe "economia nacional" ou "problema nacional".
Guy Sorman tornou-se cidadão dos EUA em 2015, com dupla nacionalidade francesa.  Em 2018, ele foi premiado com a Legião de Honra (Officier) a mais alta distinção francesa, por suas atividades franco-americanas.